# 朝霧友陽
朝霧 友陽（あさぎり ゆうひ、2月1日 - ）は、日本の男性声優。石川県出身。アプトプロ所属。旧名義は、足立 優樹（あだち ゆうき）。

## 略歴
エーエス企画、NEW WORLD PRODUCTIONSを経て、2018年5月から2021年5月までオブジェクトに所属。 
2018年4月30日までは、足立 優樹（あだち ゆうき）名義で活動を行っていたが、オブジェクトへの移籍にともない名義を現在のものに改めた。
2023年9月15日、同日付でアプトプロに所属することが発表された。

## 人物
かつて、音楽留学のためにイタリアへ渡り、イタリア国内外でバンド活動を行っていた。イタリア語、スペイン語を話すことができ、趣味にギターや作詞・作曲、特技に歌唱、ピザの回し投げを挙げている。
日本へ帰国後にカードゲームを始め、2014年度にはカードファイト!! ヴァンガードの日本人1位、世界2位にまで昇りつめた。ボードゲーム「マスターレス人狼」の企画にも参加した。

## 出演

### テレビアニメ
2010年代
- 俺、ツインテールになります。（2014年、エレメリアン）
- 喧嘩番長 乙女 -Girl Beats Boys-（2017年、ヤンキー3、小山田孝雪）
- 実験品家族 -クリーチャーズ・ファミリー・デイズ-（2018年、男性店員、店員、スミレの兄、研究員A、少年1 他）
- 八月のシンデレラナイン（2019年、サラリーマン、審判）

2020年
- 八男って、それはないでしょう!（工事隊、斧三人衆A、神官A、インゴ）

2021年
- オルタンシア・サーガ（カメリア兵、ゴブリン、教会騎士、兵士、商人 他）

2023年
- 聖女の魔力は万能です（騎士、守衛）
- 鴨乃橋ロンの禁断推理（村人）

2024年
- 青のミブロ（2024年 - 2025年、黒装束、殿内義雄、町人、お客、刺客 他）

2025年
- 外れスキル《木の実マスター》 〜スキルの実（食べたら死ぬ）を無限に食べられるようになった件について〜（手下たち）
- ゴリラの神から加護された令嬢は王立騎士団で可愛がられる（騎士団員）
- 鬼人幻燈抄（酒屋客）
- 追放者食堂へようこそ!（商人）
- 陰陽廻天 Re:バース（陰陽師、怨人）

### Webアニメ
- 超游世界（2017年、ヴィンセン、野次馬A）
- おねがいっパトロンさま!（2020年、継木葉）

### ゲーム
時期不明
- カクリカ（月之）

2015年
- オルタンシア・サーガ -蒼の騎士団-（シリル）

2016年
- 蒼空のリベラシオン（ロイエル）
- イケメン幕末（近藤勇）

2018年
- メギド72（2018年 - 2023年、デカラビア、カスピエル、バールベリト）
- ファイブキングダム（フィート、マーティン）

2019年
- DArk Rebellion【ダークリベリオン】（オルフェウス）
- Re:三国志 もえしょう物語（孫堅、周瑜、華雄）
- ワンダーグラビティ ～ピノと重力使い～（アバウト）

2020年
- セイクリッドブレイド（ジェナ）

2021年
- シェアメイト+（峰谷優仁）
- クレヨンしんちゃん 「オラと博士の夏休み」〜おわらない七日間の旅〜（銀河忍）

2022年
- 機動戦士ガンダム アーセナルベース（一般兵士）

2025年
- モンスターストライク（大友宗麟）

### ドラマCD
- ぼくのとなりに暗黒破壊神がいます。
- RACK-13係の残酷器械-4 アニメイトセット（メガネ君、日下零人）
- ミリオンドール 第6巻付属ドラマCD「ミリオンドールnextbeat」（2020年、シロ〈ゆりのの犬〉）
- ドラマCD ジーンのいじわる（2023年、槇原[31]）

### 吹き替え

#### 映画
- アンリミテッド
- リンカーン弁護士（スコッティ）

#### ドラマ
- FREAKISH―絶望都市―（ヌードル）

### Web配信番組
- 朝霧友陽と生田善子の『メギラジオ』（2019年 - 、YouTube）
- アーセナルベース情報局（2022年 - 、YouTube）

### 舞台・朗読劇
- 舞台「オネエ探偵と初恋喫茶」鶴巻誠[1]
- 舞台「黒き憑人」倉菱礼（主演）[1]
- 舞台「人狼の王子様」王子ダンテ[1]
- 朗読劇「もう一つの太郎物語」桃太郎[1]
- 舞台「よだかの星」おおわし座[1]
- 朗読劇「レスティリズム- L'asterisme-」サファイア[32]

### デジタルコミック
- 三ヶ月前に別れた先輩後輩の話（2021年、西村拓巳[33]）
- 現実もたまには嘘をつく（2021年、島村君）
- 即席アドリブラバー （2022年、講師）[34]
- 先輩、断じて恋では!（2022年、中川）
- 二度目の異世界、少年だった彼は年上騎士になり溺愛してくる（2022年、ルーク兄[35]）
- 自称”平凡”な癒しの聖女ですが、王子から婚約者として執着されています（2023年、フローラの父[36]）

## ディスコグラフィ

### キャラクターソング
| 発売日           | 商品名                      | 歌                                                                       | 楽曲                   | 備考                     |
| ---------------- | --------------------------- | ------------------------------------------------------------------------ | ---------------------- | ------------------------ |
| 2019年12月25日   | メギド72 -songs-            | メフィスト（高橋広樹）、インキュバス（鈴木裕斗）、カスピエル（朝霧友陽） | 「俺らイケメン」       | ゲーム『メギド72』関連曲 |
| 2021年11月26日   | メギド72 -MUSIC COLLECTION- | デカラビア（朝霧友陽）                                                   | 「惡ノ流儀 厄災ノ調」  | ゲーム『メギド72』関連曲 |
| 2023年７月３０日 | メギド72 -MUSIC COLLECTION- | バールベリト (朝霧友陽)                                                  | 「ゲェム愛者の狂想曲」 |                          |